# Liste der Monuments historiques in Francheleins
Die Liste der Monuments historiques in Francheleins führt die Monuments historiques in der französischen Gemeinde Francheleins auf.

## Liste der Bauwerke
| Bezeichnung                    | Beschreibung                     | Standort                 | Kennzeichnung | Schutzstatus | Datum | Bild           |
| ------------------------------ | -------------------------------- | ------------------------ | ------------- | ------------ | ----- | -------------- |
| Kirche Saint-Pierre-Saint-Paul | Erbaut Ende des 11. Jahrhunderts | Ortsteil Amareins (Lage) | PA00116287    | Inscrit      | 1969  | weitere Bilder |